# NGC 5756
NGC 5756 (другие обозначения — MCG -2-38-12, IRAS14448-1438, PGC 52825) — галактика в созвездии Весы.
Этот объект входит в число перечисленных в оригинальной редакции «Нового общего каталога».